# Oldham Loop Line
Die Oldham Loop Line war eine Vorortbahn in Greater Manchester, England. Sie wurde von Zügen zwischen Manchester Victoria und Rochdale über Oldham genutzt. Bis zur Stilllegung fuhr hier Northern Rail.
Der Betrieb auf der Strecke wurde am 3. Oktober 2009 eingestellt, um die Arbeiten durchzuführen, die für eine Umwandlung zur Metrolink-Strecke nötig waren. Heute fahren hier die Straßenbahnen der Oldham and Rochdale Line (ORL).

## Beschreibung
Die Ringstrecke zweigte an der Thorpes Bridge Junction in Newton Heath, Manchester von der Caldervale Line ab und fädelte an der Rochdale East Junction wieder in diese ein. Die Strecke war etwa 19,5 km lang und von Thorpes Bridge Junction bis Shaw & Crompton zweigleisig ausgebaut. Insgesamt existierten neun Zwischenhalte auf der Strecke, zwischen Oldham Werneth und Oldham Mumps gab es zwei Tunnel. In den frühen 1970ern wurde das zweite Gleis zwischen Shaw & Crompton und Rochdale stillgelegt und der Betrieb fortan eingleisig abgewickelt, was die Instandhaltungskosten deutlich reduzierte.

## Geschichte
Als Ringstrecke Oldham (engl. Oldham Loop Line) wurde eine Vorortstrecke in Greater Manchester, England bezeichnet, die von Zügen von Manchester Victoria nach Rochdale über Oldham genutzt wurde. Zum Zeitpunkt der Schließung fuhren hier Züge von Northern Rail.
Als erste Eisenbahnstrecke der Region wurde die Manchester and Leeds Railway (M&LR) gebaut. Am 4. Juli 1839 ging das Teilstück bis Littleborough in Betrieb. Am 1. März 1841 wurde dann die gesamte Strecke eröffnet. Obwohl diese Strecke durch Rochdale führte, blieben Middletown und entscheidender Oldham ohne Gleisanschluss. Es wurde die Station Mills Hill errichtet, um diese Orte zu bedienen, was allerdings nur eine Übergangslösung darstellte, weil Oldham zu dieser Zeit ein vergleichsweise bedeutender Industriestandort war. Die erste Eisenbahn nach Oldham selbst war eine Zweigstrecke von Middleton Junction nach Oldham Werneth, die am 31. März 1842 eröffnet wurde. Sie enthielt mit der Steigung Werneth Incline eine der steilsten Strecken im regulären Fahrgastbetrieb von etwa 31 ‰ Steigung. Die Position des ersten Bahnhofs in Oldham am Stadtrand war nicht besonders zufriedenstellend, sodass die Lancashire and Yorkshire Railway, Nachfolgerin der M&LR, die Zweigstrecke bis Oldham Mumps verlängerten. Zwischen beiden lag die Station Oldham Central. Der neue Abschnitt mit den beiden Stationen nahm am 1. November 1847 den Betrieb auf.
Am 1. November 1863 wurde die Strecke erneut verlängert, und zwar bis zur Rochdale East Junction. Die Verlängerung enthielt die Stationen Milnrow, New Hey und Shaw & Crompton. Eine Abzweigung in Richtung Royton öffnete am 21. März 1864, darauf folgte am 1. Juli desselben Jahres der Bahnhof Royton Junction.
Die Werneth Incline brachte einige operative Einschränkungen mit sich, sodass man bereits 1848 erwog, eine direktere Route von Werneth nach Manchester zu bauen, die diese Steigung umgehen würde. Allerdings wurde erst im August 1876 mit dem Bau begonnen. Nach etwa vier Jahren Bauzeit nahm die neue Direktverbindung mit den Stationen Hollinwood und Dean Lane am 17. Mai 1880 den Betrieb auf. Failsworth folgte am 26. April 1881. Mit dem Bau dieser Verbindung war die Gesamtstrecke Rochdale East Junction–Thorpes Bridge Junction fertiggestellt und wurde unter dem Namen Oldham Loop Line bekannt.

## Stilllegungen und Schließungen
Die Strecke Royton–Royton Junction fiel der „Beeching Axe“, der großflächigen Schließung wenig rentabler Nebenstrecken in ganz Großbritannien in den 1960ern und 1970ern, zum Opfer. Der Bahnhof Royton stellte am 2. November 1964 den Güterverkehr und am 18. April 1966 auch den Personenverkehr ein. Der Bahnhof Oldham Central wurde am 18. April 1966 geschlossen, obwohl das nicht von Beeching vorgesehen war.
Die ursprüngliche Strecke von Werneth nach Middleton Junction war bereits im Jahr 1963 stillgelegt worden.
Der Bahnhof Royton Junction, nun umbenannt in Royton, bleib geöffnet, doch wurde in den 1980ern erwogen ihn zu ersetzen. Der Bahnhof 'Derker' nahm am 30. August 1985 den Betrieb auf. Zwischenzeitlich hielten Züge entweder in Royton oder Derker, aber kurz darauf, am 8. Mai 1987, wurde der Bahnhof Royton (vormals Royton Junction) geschlossen. Es war die letzte Schließung, bevor die gesamte Ringstrecke für den Metrolink-Umbau stillgelegt wurde.

## Personenverkehr
Personenzüge fuhren während des gesamten Bestehens der Ringlinie Oldham von Manchester nach Oldham Mumps, einige davon fuhren weiter nach Norden und endeten im Stumpfgleis des Bahnhofs Rochdale. Andere fuhren nach Royton (bis zur Stilllegung 1966) und später nach Shaw & Crompton; Dass Züge in Oldham Mumps endeten, war eher ungewöhnlich. Solange sich die Strecke von Middleton Junction nach Oldham Werneth noch in Betrieb befand, liefen ein paar Züge über diese Strecke nach Oldham, Royton oder Rochdale. Bis 1950 waren es nur noch eine Handvoll Züge pro Tag und es wurden immer weniger, bis zur Stilllegung der Strecke zu Beginn des Jahres 1963.
Während der späten Sechziger- und frühen Siebzigerjahre fuhren auch zwischen Oldham und Rochdale kaum mehr als eine Handvoll Züge pro Tag. Im Mai 1972 kündigte der Staatssekretär für Verkehr die Schließung dieses Streckenabschnittes an. Dazu kam es jedoch nicht, da sich die Greater Manchester Passenger Transport Executive (GMPTE) bereit erklärte die Leistungen fortzusetzen. Mit dem Engagement der GMPTE stieg die Zahl der Fahrten zwischen Oldham Mumps und Rochdale wieder an.
Ab 2007 galt der Herbst-Fahrplan das ganze Jahr über, wegen des schlechten Zustands der Gleise. Im Herbstfahrplan war mehr zeit eingeplant, da Züge bei Laub auf den Schienen schlechter beschleunigen und bremsen können. Züge wurden so geplant, dass Anschluss an die Caldervale Line nach Leeds bestand. Alle Verkehre wurden von Northern Rail und deren Vorgängern durchgeführt. Mit einer Mischung aus Expressverkehren und langsamen Zügen, die an jeder Station halten, ergab sich an Werktagen für alle Stationen ein Halbstundentakt. Abends und sonntags wurde im Stundentakt gefahren.

## Güterverkehr
Zum Zeitpunkt der Stilllegung gab es nur einen regelmäßigen Güterzug. Dieser fuhr einmal täglich die Müllverwertungsanlage neben dem Bahnhof Dean Lane am südlichen Ende der Ringstrecke an.

## Fahrzeuge

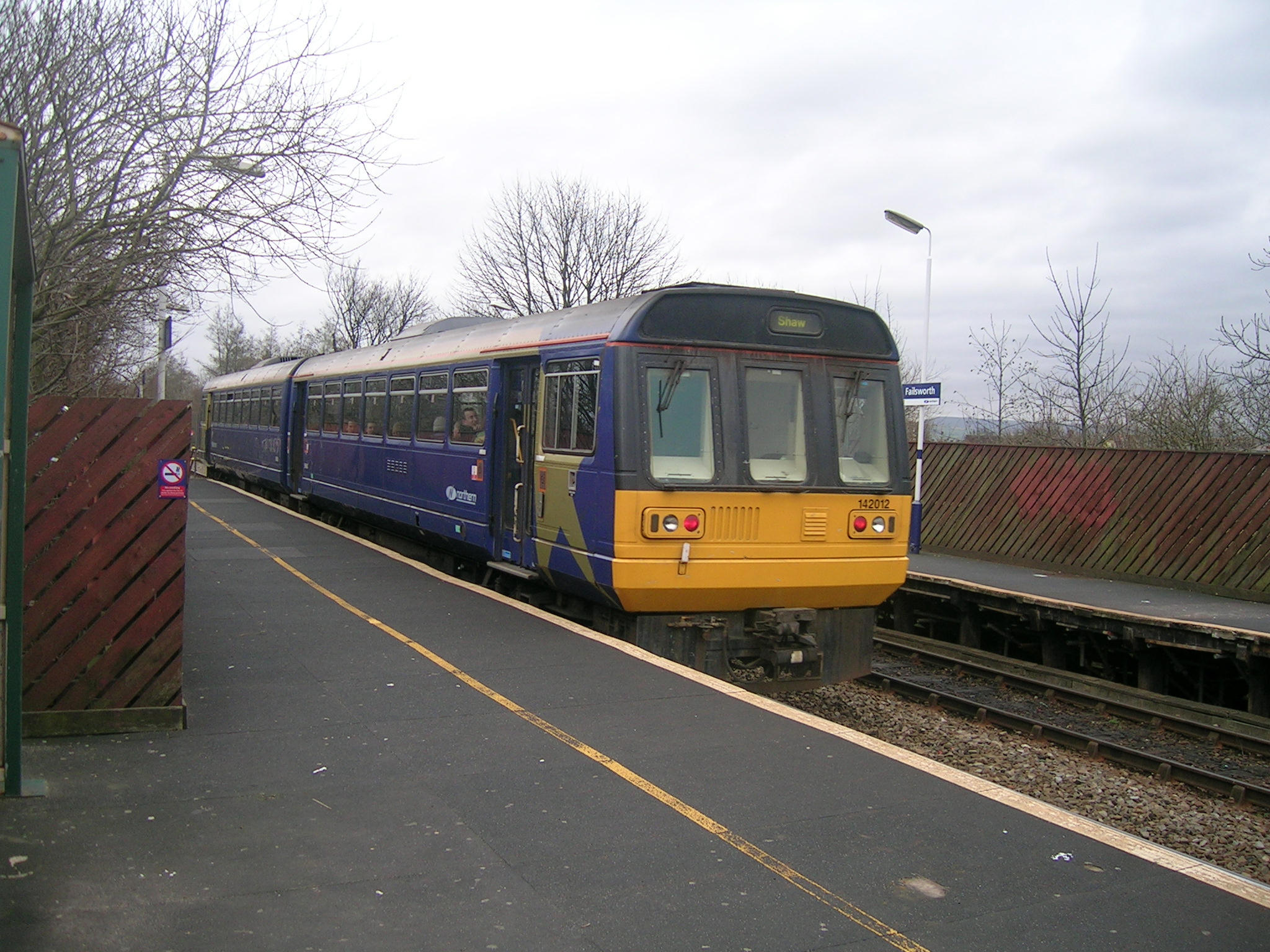
British Rail Class 142 am Haltepunkt Failsworth 2008

Da die Strecke nicht elektrifiziert war, wurde der Personenverkehr vor der Stilllegung von Dieseltriebzügen der Baureihen 142 und 150 durchgeführt, seltener auch 153 und 156.

## Bedienung (Vor-Metrolink-Zeit)
Unmittelbar vor der Schließung der Strecke und dem großen Umbau wurden auf der Ringbahn Oldham folgende Halte bedient:
- Dean Lane: for Newton Heath
- Failsworth
- Hollinswood
- Oldham Werneth: for Werneth and Chadderton
- Oldham Mumps for Oldham Town Centre
- Derker
- Shaw & Crompton
- Newhey
- Milnrow

## Der letzte Tag
Am 3. Oktober 2009, dem letzten Betriebstag, fanden mehrere besondere Aktionen statt:
- Zug 156 466 wurde Gracie Fields getauft, um an die 146-jährige Geschichte der Ringstrecke Oldham zu erinnern.
- Eine Dampfzugsonderfahrt mit Lokomotive 45231 fand statt. Sie stellt den letzten Dampfzug auf der Strecke dar.
- Später am Tag folgte noch eine Sonderfahrt im historischen Dieselzug.

Der letzte reguläre Personenzug verließ an diesem Abend um 23:25 den Bahnhof Manchester Victoria.

## Metrolink-Umbau
Die Ringstrecke Oldham war Teil des Konzepts zur Umnutzung als „Light Rail“, etwa vergleichbar mit einem deutschen Stadtbahn-Konzept. Das erarbeitete Light Rapid Transit-System sah vor, dass Bahnen von Rochdale über Oldham nach Manchester Victoria fahren und dann weiter durch die Innenstadt von Manchester als Straßenbahn. Dieses System nahm 1992 unter dem Namen Manchester Metrolink den Betrieb auf. Der Umbau der Ringstrecke Oldham war Teil der Projektphase 3.
Die Arbeiten begannen nach dem Ende des Eisenbahnverkehrs am 3. Oktober 2009. Ein Schienenersatzverkehr mit Bussen war zwar für die Übergangszeit bis zur Aufnahme des Stadtbahnbetriebs geplant gewesen, wurde aber nach wenigen Monaten mangels Fahrgästen wieder eingestellt. Ehemalige Bahnnutzer mussten Linienbusse mit völlig anderen Linienwegen nutzen oder zu anderen Bahnhöfen fahren. Letzteres führte sofort zur Überfüllung der Züge auf der Caldervale Line. Daraufhin ließ Transport for Greater Manchester TfGM die alten Züge der Ringstrecke Oldham auf den Verkehren zwischen Manchester und Rochdale zusätzlich einsetzen.
Ursprünglich hätte der Metrolink-Betrieb in drei Schritten eingeführt werden sollen:
- Manchester – Central Park (Monsall), Frühjahr 2011
- Manchester – Oldham Mumps, Herbst 2011
- Manchester – Rochdale station, Frühjahr 2012

Im Sommer 2011 lag das Projekt bereits einige Monate hinter dem Ablaufplan, da viele Mittel für die Metrolink-Verlängerungen nach Chorlton und Ashton umgenutzt wurden, beide ebenfalls stark in Verzug. Außerdem gab es einige Probleme mit dem Zugsicherungssystem.
Der Abschnitt von Manchester Victoria bis Central Park nahm Ende 2011 den Betrieb auf. Transport for Greater Manchester kündigte am 4. Juni 2012 an, dass die Strecke bis Oldham Mumps am 13. Juni 2012 als Verlängerung der Linie von Victoria nach St Werburgh’s Road in Betrieb gehen würde.
Am 16. Dezember 2012 begannen die Stadtbahnen endlich mit der Durchbindung der Fahrten von Oldham bis Shaw & Crompton, die Strecke bis Rochdale folgte am 28. Februar 2013, fast ein Jahr später als ursprünglich geplant. Mit Kingsway und Newbold kamen auf diesem Abschnitt zwei neue Haltestellen dazu. Außerdem wurde die Zweigleisigkeit zwischen Rochdale und Shaw & Crompton wieder hergestellt, abgesehen vom Viadukt, das die Strecke über die Calder Valley Main Line hinwegführt. Im Mai 2013 begann am andern Linienende der Verkehr auf der South Manchester Line von St. Werburgh’s Road bis East Didsbury.
In der Lokalpresse gab es eine Reihe an Beschwerden über den Umbau und insbesondere über die verspätete Wiedereröffnung.
Phase 3B des Ausbauprojekts enthielt den Bau einer Zweigstrecke zwischen Oldham Werneth und Oldham Mumps durch das Stadtzentrum. Diese wurde 2014 eröffnet. Die Strecke zwischen dem alten Bahnhof Oldham Mumps der „großen Bahn“ und Oldham Werneth ist abgebaut, die Gleise wurden an anderer Stelle wiederverwendet.